# Mauga Silisili
Mauga Silisili é a mais alta montanha de Samoa e da cadeia insular das Ilhas Samoa. Fica na ilha Savai'i. Atinge os 1858 m de altitude. A palavra silisili significa o mais alto na língua samoana. 